# 尹壽衡
尹寿衡（1828年—1915年），名克墨，字梦伯，号翰楼，湖北省施南府恩施縣龙凤镇杉木坝人，清末政治人物。

## 生平
道光八年（1828年）生于太阳河乡茅湖淌村，後随家迁往杉木坝街上居住。道光二十四年（1844年）中秀才，同治元年（1862年）中举人，同治四年（1865年）中进士。观政刑部，光绪四年（1878年）授刑部江西司主事，光绪五年（1879年）归里，主讲陕甘宏道书院三年，又因继母王夫人病逝守丧。光绪十二年（1886年）回任刑部，随即外放，光绪十三年（1887年）起，历官四川眉州、资州、茂州等直隶州知州，后来供职沪州盐局14年。光绪二十八年（1902年）致仕回乡。曾捐资在杉木坝至龙凤坝之间河上修建五孔石桥一座，名“幸福桥”。民国四年（1915年），尹寿衡病卒，年88。

## 著作
尹寿衡公余用心著述，光绪十年（1884年）春丁忧回籍期间，施南知府王庭桢倡修《续施南府志》，应聘入局。光绪十二年（1886年）于沪州任上，批注《唐三体诗》刊印。光绪三十二年（1906年），主修《尹氏族谱》，作《六有堂宗谱序》。

## 家族
长子尹家诏为贡生，曾任贵州候补道台；次子尹家楣，光绪进士，直隶候补道。孙尹援一、尹扶一，秀才，留学日本。